# Alphonse Bichebois
Pour les articles homonymes, voir Bichebois.
Louis-Pierre-Alphonse Bichebois, parfois appelé Louis-Philippe-Alphonse Bichebois, né à Paris le 14 avril 1801 et mort le 17 avril 1851 dans la même ville, est un graveur et lithographe français, spécialisé dans les paysages.

## Biographie
Il est l’élève de Jean-Baptiste Regnault et Jean-Charles-Joseph Rémond.

## Principales œuvres

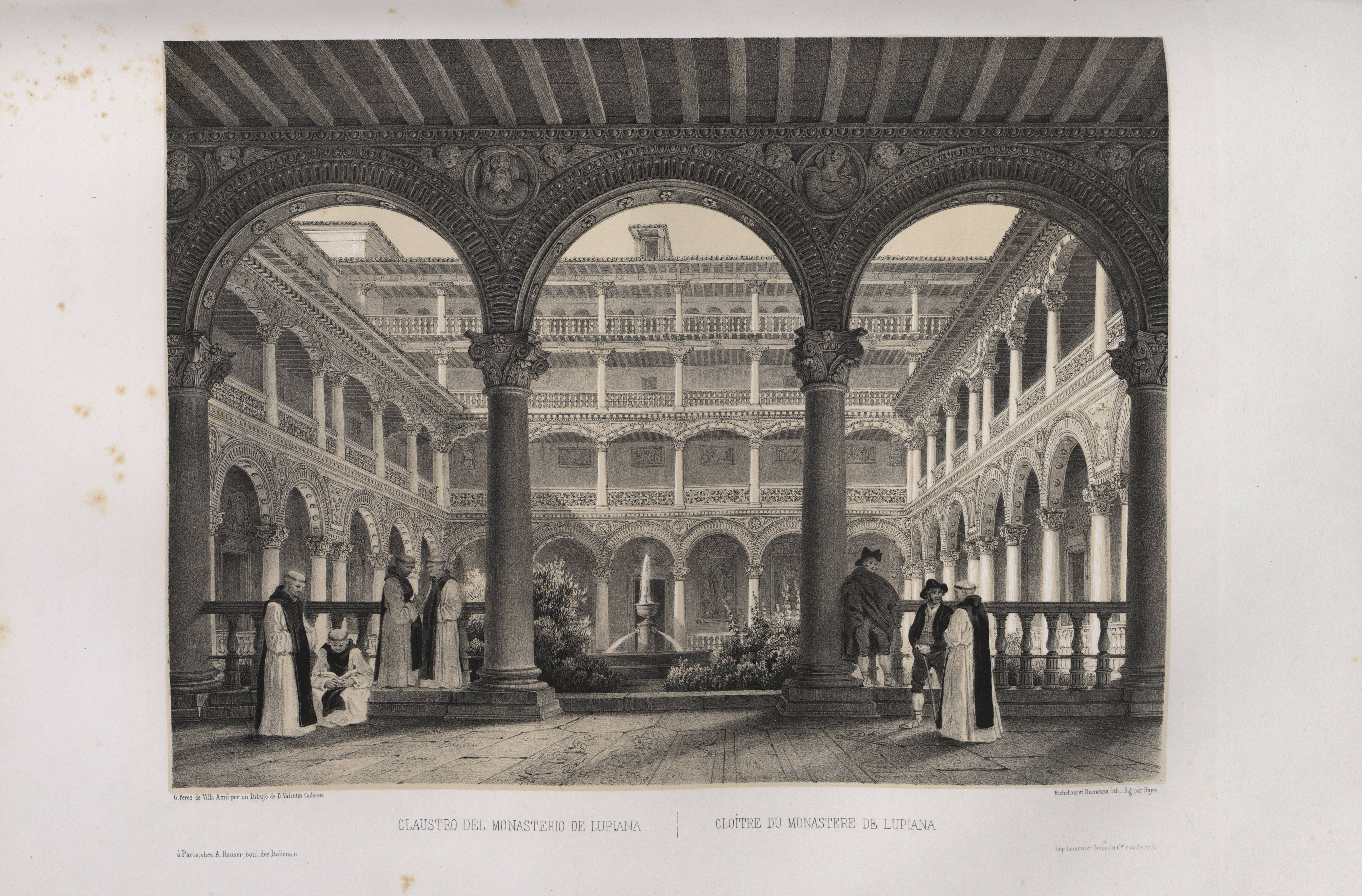
Claustro del monasterio de Lupiana (1842). Illustration pour España artística y monumental.

- 27 planches d’Antiquités de l’Alsace.
- plusieurs Vues des bords de la Seine.
- Gravures pour l’Itinéraire aux rives de l’Hudson.